# Zanzibar (ville)
Pour les articles homonymes, voir Zanzibar.
Ne doit pas être confondu avec Stone Town ou Zinjibar.
Zanzibar (en arabe : زنجبار) est la ville de Tanzanie la plus importante de l'archipel de Zanzibar, le centre commercial et la capitale administrative du Gouvernement révolutionnaire de Zanzibar et de la région d'Unguja Ville et Ouest. Elle est située sur la côte occidentale de l'île d'Unguja. Elle s'étend également sur les sites de Ng'ambo et la vieille crique de Darajani.

## Origine du mot
Le mot de Zanzibar vient du persan : Il s'agit de Z'ang-é Bar. Le mot "zang" veut dire « couleur cuivre foncé », et "bar", du vieux persan, le « pays des peaux foncées » et « en abondance ». En effet, les commerçants perses qui ont mis pour la première fois les pieds en Afrique, avant d’aller jusqu'en Afrique du Sud, ont donné ce nom à Zanzibar. Plus tard, le trafic des esclaves leur apportait d'immenses fortunes. Aujourd'hui le mot zangi reste en usage en langue persane, où il veut dire « noir de peau ».

## Géographie
La vieille ville historique se nomme « Mji Mkongwe », plus connue  sous son nom anglais Stone Town, la « ville de pierre », parce que ses maisons sont bâties en pierre de corail. Ce quartier est inscrit au patrimoine mondial de l'UNESCO. C'est un dédale architectural — une médina — de 3 km2 construite sans aucune planification, un étroit labyrinthe de ruelles enclavées dans une myriade de plus de 2 500 maisons à plusieurs étages, dont la plupart datent du XIXe siècle et dont le charme est rehaussé par ses vieilles portes en bois sculpté.
Zanzibar est découpée en 40 quartiers (anglais : wards).

## Histoire
En 1592, le premier bateau anglais arrive dans le port. En 1824, le Sultan Saïd ben Sultan al-Busaïd d'Oman établit la capitale de son Royaume dans la ville.

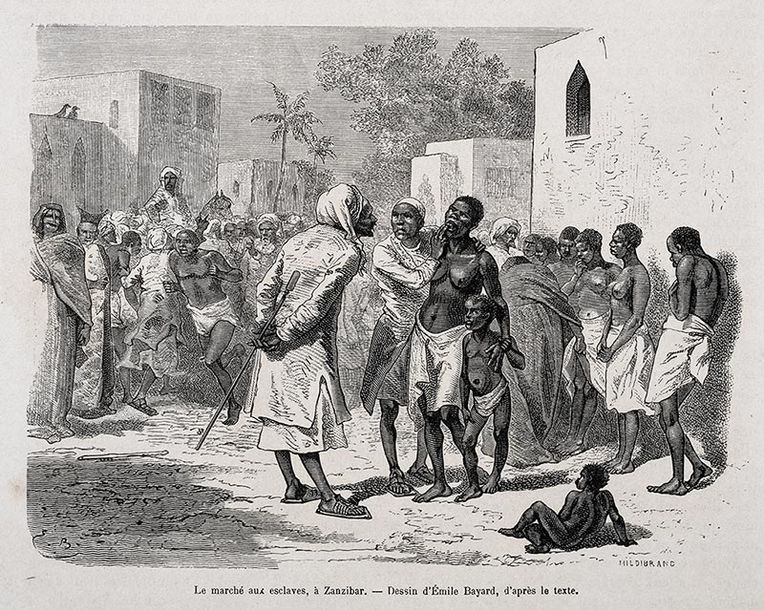
Un marché aux esclaves à Zanzibar, dessiné par Émile Bayard et gravé par Hildebrand.

La ville a été un haut lieu de l'esclavagisme, un des principaux ports de l'Afrique de l'Est pour la traite des Noirs. En 1846, l'île comptait 360 000 esclaves pour 450 000 habitants.
En 1859, une terrible épidémie de choléra fait des milliers de morts.
En 1866, l'explorateur britannique David Livingstone (1813-1873) séjourne à Zanzibar pour préparer sa dernière expédition en Tanzanie. 
En 1869, nouvelle épidémie de choléra.
1870-1888, construction du palais-harem de Maruhubi.
En 1872, inauguration de la liaison maritime mensuelle avec Aden. 
En 1873, fermeture du grand marché aux esclaves de Mkunazini.

En 1892, Zanzibar est déclaré port franc.

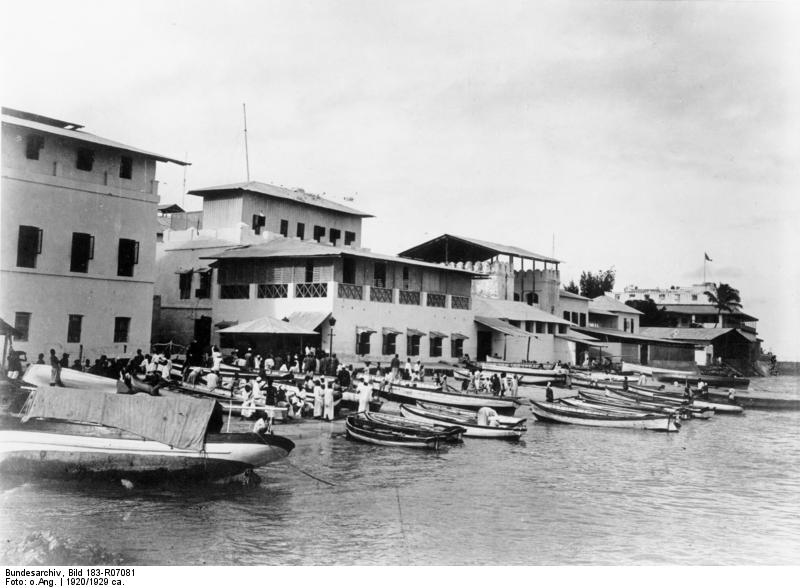
Ville de Zanzibar, en 1920

De 1896 à 1923, l'architecte J. H. Sinclair construit de nombreux beaux bâtiments de la cité.
En 1899, incendie du Palais-harem de Maruhubi.
En 1929, fin de la construction du port moderne.

## Économie
- Pêche côtière.

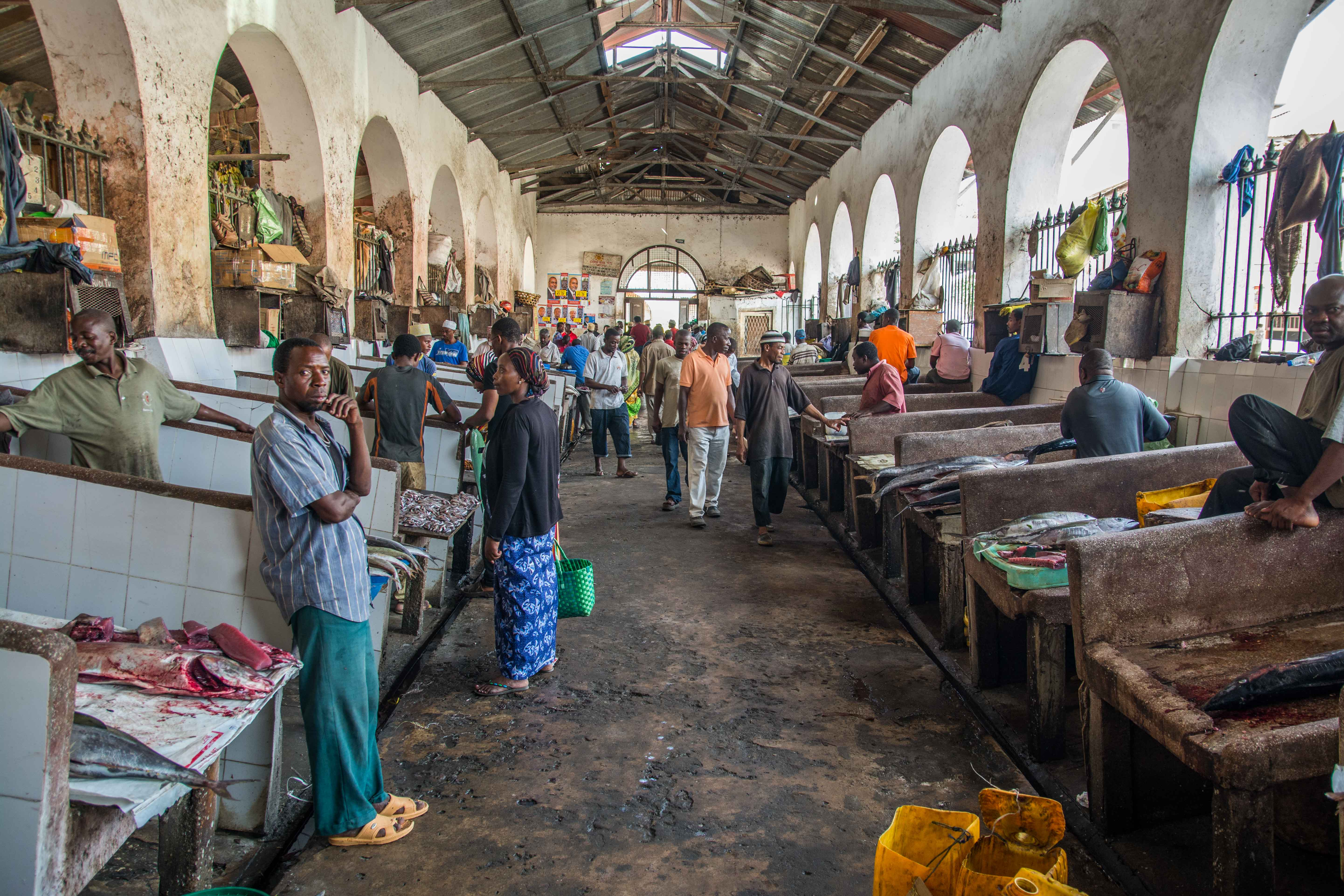
Marché aux poissons de Zanzibar

- Plantations d'algues pour les cuisines et les laboratoires pharmaceutiques du Japon et de Norvège.

## Éducation supérieure
L'Université de Zanzibar est située à Tunguu et a été fondée en 2002.

## Patrimoine
- Musée du Palais

## Lieux de culte
Parmi les lieux de culte, il y a principalement des mosquées musulmanes. Il y a aussi des églises et des temples chrétiens : Diocèse de Zanzibar (Église catholique), Anglican Church of Tanzania (Communion anglicane), Evangelical Lutheran Church in Tanzania (Fédération luthérienne mondiale), Convention baptiste de Tanzanie (Alliance baptiste mondiale), Assemblées de Dieu.

## Liste des quartiers
- Amaani
- Chumbuni
- Gulioni
- Jang'ombe
- Karakana
- Kidongo Chekundu
- Kikwajuni Bondeni
- Kikwajuni Juu
- Kilimahewa
- Kilimani
- Kiponda
- Kisima Majongoo
- Kwaalamsha
- Kwaalinato
- Kwahani
- Kwamtipura
- Magomeni
- Makadara
- Malindi
- Matarumbeta
- Mchangani
- Miembeni
- Mikunguni
- Mkele
- Mkunazini
- Mlandege
- Mpendae
- Muembe Ladu
- Muembe Makumi
- Muungano
- Mwembeshauri
- Mwembetanga
- Nyerere
- Rahaleo
- Sebleni
- Shangani
- Shaurimoyo
- Sogea
- Stone Town
- Urusi
- Vikokotoni

## Personnalités liées à la ville
- Majid ben Saïd : né en 1834 à Zanzibar et mort en 1870, à Zanzibar, sultan de Zanzibar, frère d'Emily Ruete.
- Barghach ben Saïd : né en 1837 et mort en 1888 à Zanzibar, sultan de Zanzibar, frère d'Emily Ruuete.
- Emily Ruete : née en 1844 à Zanzibar (et morte en 1924), princesse de Zanzibar.
- Hamad ibn Thuwaïni : né en 1857,  et mort en 1896 à Zanzibar, sultan de Zanzibar.
- Victor Mac-Auliffe : né en 1870 à Zanzibar (et mort en 1927), médecin.
- Khalifa bin Harub : né en 1876 à Mascate et mort en 1960 à Zanzibar, sultan de Zanzibar.
- Abeid Karume : né en 1905, et mort en 1972 à Zanzibar, premier président de la République de Zanzibar.
- Freddie Mercury : né à Zanzibar (dans le quartier de Stone Town) en 1946 et mort à Londres en 1991, chanteur.
- Lubaina Himid : née en 1954, artiste, enseignante.